# Jean-François de Troy
Jean-François de Troy (ur. 27 stycznia 1679 w Paryżu, zm. 26 stycznia 1752 w Rzymie) – francuski malarz rokokowy i twórca tapiserii.
Był synem francuskiego malarza portrecisty François de Troy (1645-1730). W latach 1699–1706 studiował w Rzymie, a następnie przebywał w północnych miastach włoskich.
Początkowo jego twórczość koncentrowała się na dużych kompozycjach historycznych m.in. Czas odsłonięcia prawdy (1733; obecnie w National Gallery w Londynie). Większość jego dzieł skupiała się jednak na przedstawianiu scen z życia wyższych sfer.
W latach 1724 i 1737 otrzymał zlecenie na wykonanie gobelinów dla Wersalu i pałacu w Fontainebleau. Siedem tapiserii przedstawiały Histoire d’Esther oraz Histoire de Jason.
W 1738 został mianowany dyrektorem Francuskiej Akademii w Rzymie, gdzie spędził resztę swego życia.

## Wybrane prace

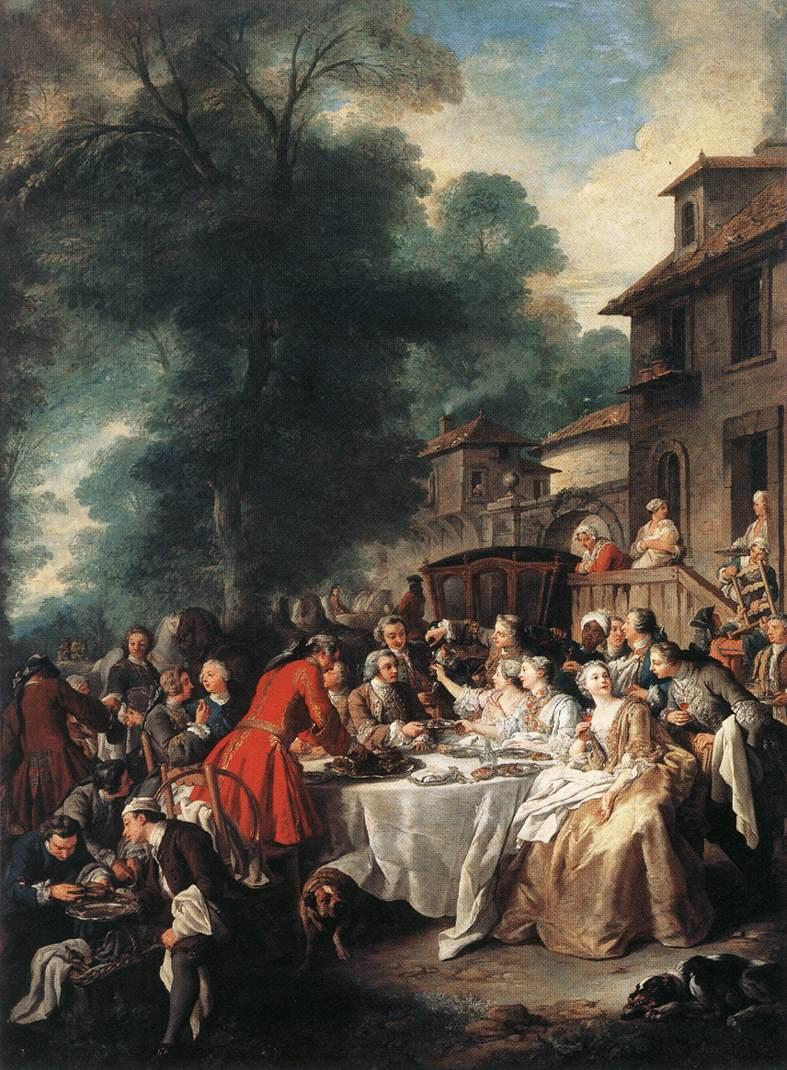
A Hunting Meal (1737, Luwr, Paryż)
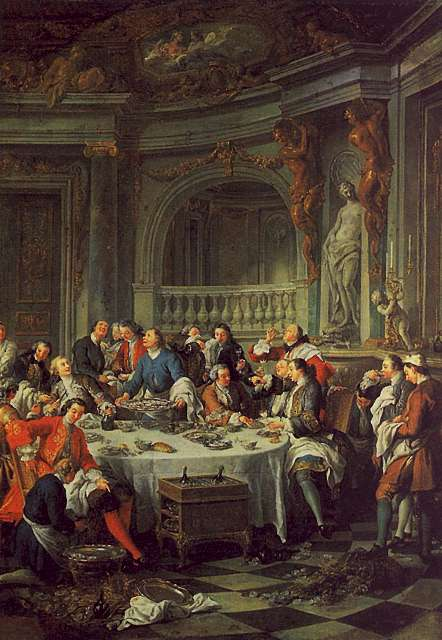
Luncheon with Oysters (1735)
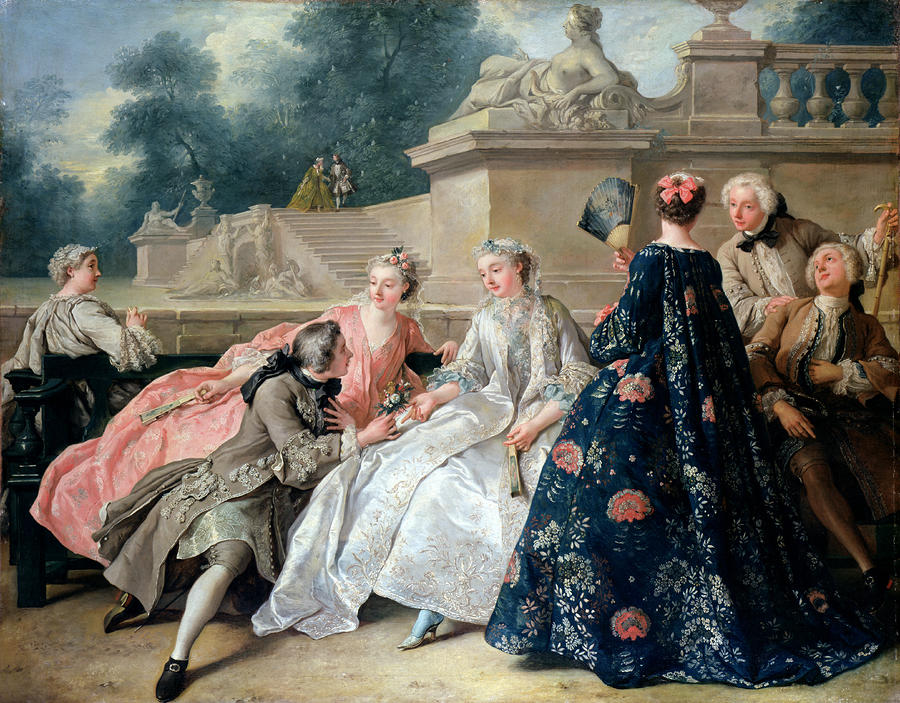
The Declaration of Love (1735)
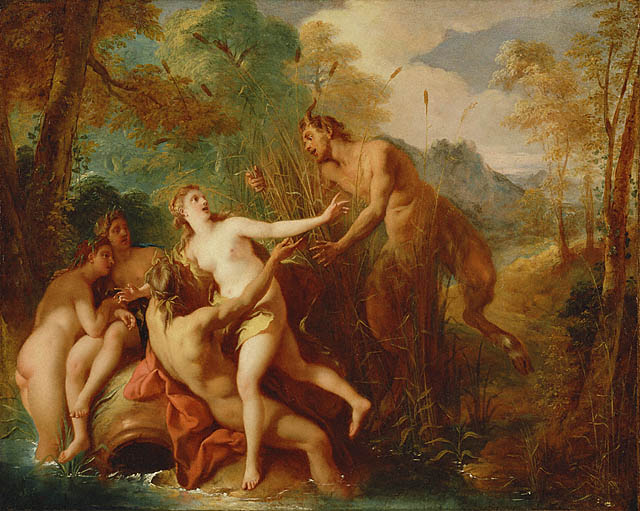
Pan i Syrinks (1722-1724)
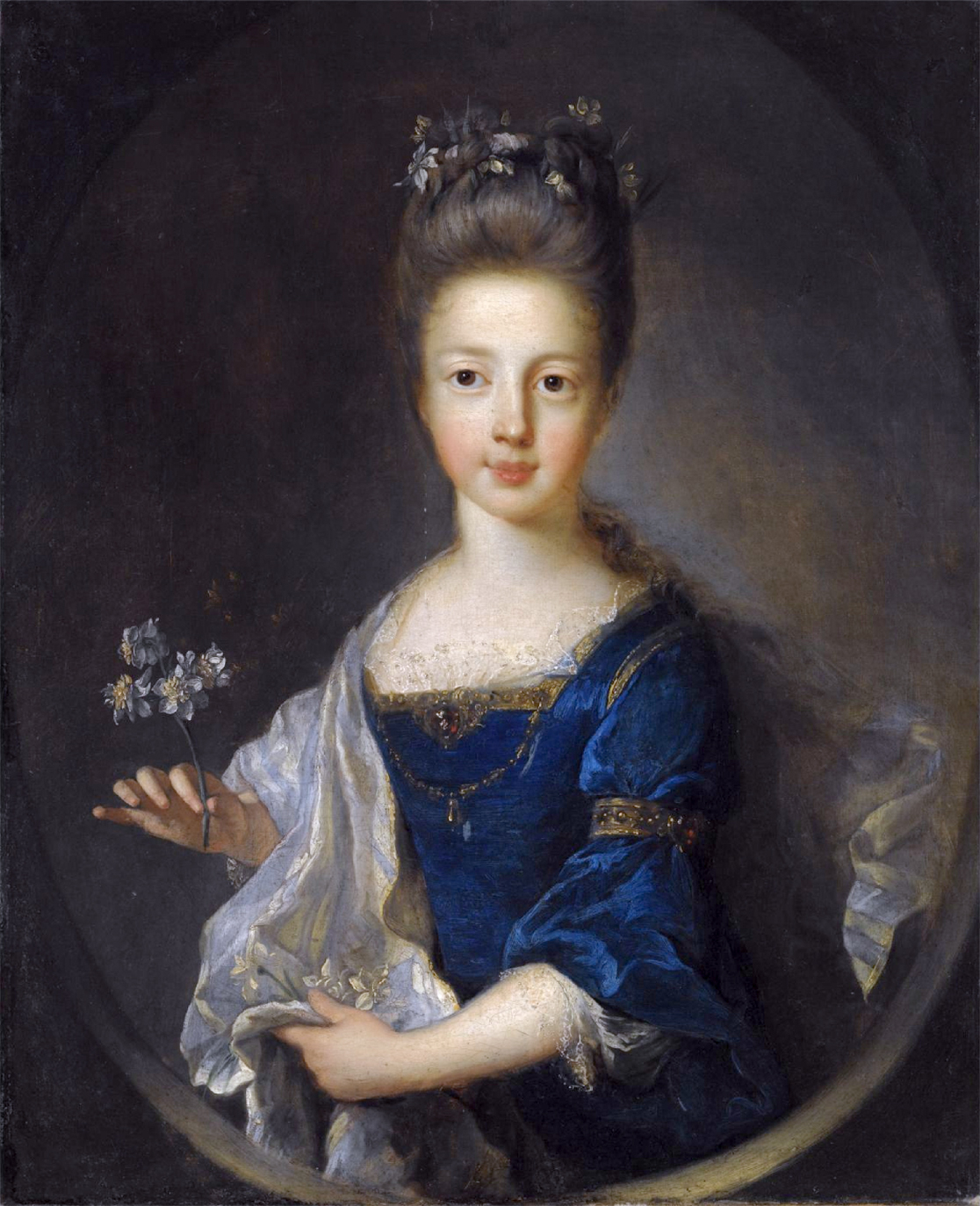
Księżniczka Luiza Maria Teresa Stuart (1710)